# Solemya reidi
Solemya reidi är en musselart som beskrevs av Bernard 1980. Solemya reidi ingår i släktet Solemya och familjen Solemyidae. Inga underarter finns listade i Catalogue of Life.